# Anne-Marie (Sängerin)

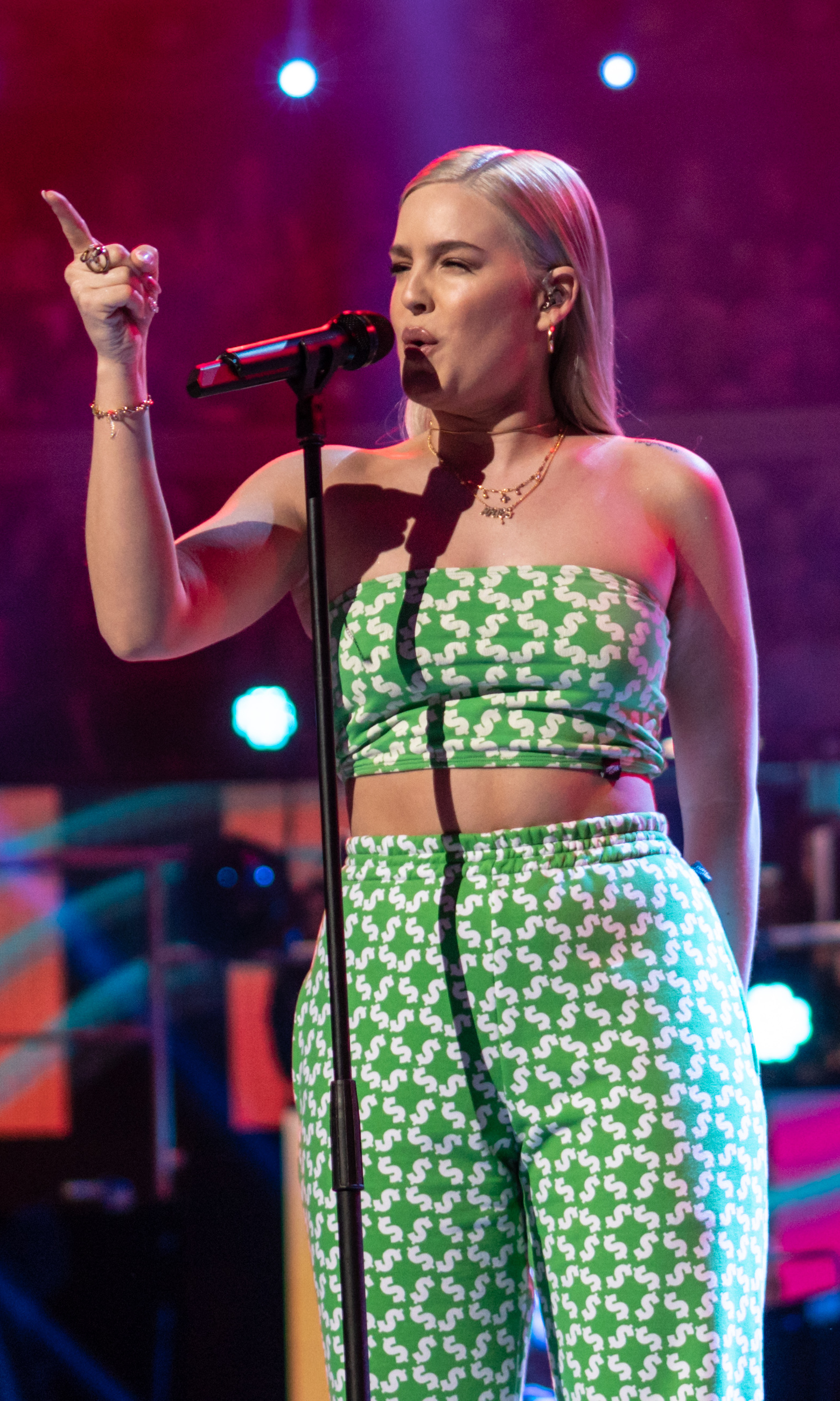
Anne-Marie (2018)

Anne-Marie Rose Nicholson (* 7. April 1991 in Stanford-le-Hope, Essex) ist eine britische Sängerin, die durch ihre Zusammenarbeit mit dem britischen Musikkollektiv Rudimental bekannt wurde.

## Biografie

### Leben
Anne-Maries Vater ist Ire, ihre Mutter stammt aus Essex. Im Alter von sechs Jahren trat sie auf der Bühne des West End Theatres im Stück Die Elenden von Victor Hugo auf. Mit zwölf Jahren war sie mit Jessie J in Whistle Down the Wind auf derselben Bühne zu sehen.
Seit dem Alter von neun Jahren praktiziert sie Shōtōkan-Karate und gewann doppelt Gold bei der Funakoshi Shōtōkan Karate Association Weltmeisterschaft 2002, Gold und Silber im Jahr 2007 und Gold bei den britischen Traditional Karate Federation National Meisterschaften. Sie besuchte unter anderem das Palmer’s College in Thurrock.

### Karrierebeginn
2013 nahm sie das Demo Summer Girl auf, das sie an Rocket Records sendete. Mehrere Künstler wurden daraufhin auf sie aufmerksam und holten sie als Gastmusikerin ins Studio, so war sie unter anderem als Feature auf Liedern von Magnetic Man, Gorgon City und Raized By Wolves zu hören, bis sie schließlich die Aufmerksamkeit der britischen Popband Rudimental bekam. Sie lud sie als Gastmitglied für ihre anstehende Tournee ein und bot ihr einen Plattenvertrag bei ihrem Label Major Tom an. Des Weiteren war sie auf vier Stücken ihres Studioalbums vertreten, von denen zwei Co-Features mit Dizzee Rascal waren. Die Kollaboration Rumour Mill erreichte Platz 67 der britischen Single-Charts. Sie tourte zwei Jahre lang mit Rudimental.
Ihre Debüt-EP Karate wurde über Rudimentals Plattenlabel veröffentlicht. Zwei Lieder wurden daraus als Single ausgekoppelt, Karate und Gemini. Im November 2015 veröffentlichte sie das Stück Do It Right, das auf Platz 90 der UK-Single-Charts landete. 2016 war ihre Single Alarm eine Woche auf Platz 76 der britischen Single-Charts, bevor sie einen Monat später erneut einstieg und bis auf Platz 16 der Charts kletterte. Mit dem Song konnte sie sich in rund 20 Ländern in den Charts platzieren. Im Oktober 2016 bestätigte sie, an Eurosonic Noorderslag in den Niederlanden teilzunehmen. Im Oktober 2016 veröffentlichte Clean Bandit ihren Song Rockabye, dessen Leadgesang von Anne-Marie übernommen wurde. Sean Paul steuerte ebenfalls Vocals bei. In über 20 Ländern erreichten die Musiker die Spitzenplatzierung.

### Auftakt zum ersten Studioalbum
Im Februar 2017 veröffentlichte sie den Song Ciao Adios. Die Single erreichte Platz neun in Großbritannien und in Belgien, Polen und Schottland die Top-10. Zwischen Mai 2017 und Juni 2017 veröffentlichte Anne-Marie die Kollaborations-Singles Either Way mit Snakehips und Joey Badass sowie Remember I Told You mit Nick Jonas und Mike Posner, die die britischen Charts erreichten. Im September 2017 folgte Heavy als weitere Single. Der Song Then wurde im Dezember 2017 veröffentlicht. Beide erreichten eine Platzierung in den britischen Singlecharts. Im Februar 2018 veröffentlichte sie eine Kollaboration mit dem US-amerikanischen DJ und Produzenten Marshmello mit dem Titel Friends. Im April 2018 veröffentlichte sie den Song 2002 aus dem Album Speak Your Mind. Am 1. Oktober 2018 veröffentlichte die Sängerin ihre Tourtermine für die Speak Your Mind Tour, mit welcher sie über fünf Kontinente tourte.

### Single-Veröffentlichungen ab 2020
Am 7. Januar 2020 erschien Anne-Maries Single Birthday. Im Frühjahr 2020 erschien die Single Her. Außerdem erschien am 29. Mai 2020 der Remix This City Remix mit Sam Fischer. Die zweite Kollaboration im Jahr 2020 erschien am 13. Juli, nämlich To Be Young mit Doja Cat. Am 28. August 2020 erschien die Single Come Over mit Rudimental und Tion Wayne. Ende 2020 erschien die Single Problems. Am 15. Januar 2021 erschien Don’t Play mit Digital Farm Animals und KSI. Am 9. April 2021 erschien eine weitere Kollaboration, und zwar Way Too Long mit Nathan Dawe und MoStack. Am 23. April 2021 erschien Bedroom mit JJ Lin. Am 21. Mai 2021 erschien Our Song mit Niall Horan.

### Veröffentlichung des zweiten Studioalbums
Anne-Maries zweites Studioalbum Therapy erschien am 23. Juli 2021. Zuvor veröffentlichte sie ihre Single-Auskopplungen Don’t Play , Way Too Long , Our Song , Beautiful und Kiss My (Uh Oh)

## Diskografie
Studioalben

| Jahr | Titel Musiklabel                   | Höchstplatzierung, Gesamtwochen, AuszeichnungChartplatzierungen (Jahr, Titel, Musiklabel, Platzierungen, Wochen, Auszeichnungen, Anmerkungen) | Höchstplatzierung, Gesamtwochen, AuszeichnungChartplatzierungen (Jahr, Titel, Musiklabel, Platzierungen, Wochen, Auszeichnungen, Anmerkungen) | Höchstplatzierung, Gesamtwochen, AuszeichnungChartplatzierungen (Jahr, Titel, Musiklabel, Platzierungen, Wochen, Auszeichnungen, Anmerkungen) | Höchstplatzierung, Gesamtwochen, AuszeichnungChartplatzierungen (Jahr, Titel, Musiklabel, Platzierungen, Wochen, Auszeichnungen, Anmerkungen) | Höchstplatzierung, Gesamtwochen, AuszeichnungChartplatzierungen (Jahr, Titel, Musiklabel, Platzierungen, Wochen, Auszeichnungen, Anmerkungen) | Anmerkungen                                                |
| Jahr | Titel Musiklabel                   | DE | AT | CH | UK | US | Anmerkungen                                                |
| ---- | ---------------------------------- | --- | --- | --- | --- | --- | ---------------------------------------------------------- |
| 2018 | Speak Your Mind Major Tom’s/Asylum | DE24 (6 Wo.)DE | AT14 Gold · (7 Wo.)AT | CH10 (5 Wo.)CH | UK3 Platin · (102 Wo.)UK | US31 Platin · (29 Wo.)US | Erstveröffentlichung: 27. April 2018 Verkäufe: + 1.677.500 |
| 2021 | Therapy Major Tom’s/Asylum         | DE22 (1 Wo.)DE | AT15 (1 Wo.)AT | CH36 (2 Wo.)CH | UK2 Gold · (18 Wo.)UK | — | Erstveröffentlichung: 23. Juli 2021 Verkäufe: + 100.000    |
| 2023 | Unhealthy Major Tom’s/Asylum       | — | — | — | UK2 Silber · (4 Wo.)UK | — | Erstveröffentlichung: 28. Juli 2023 Verkäufe: + 60.000     |